# Herb okręgu olickiego

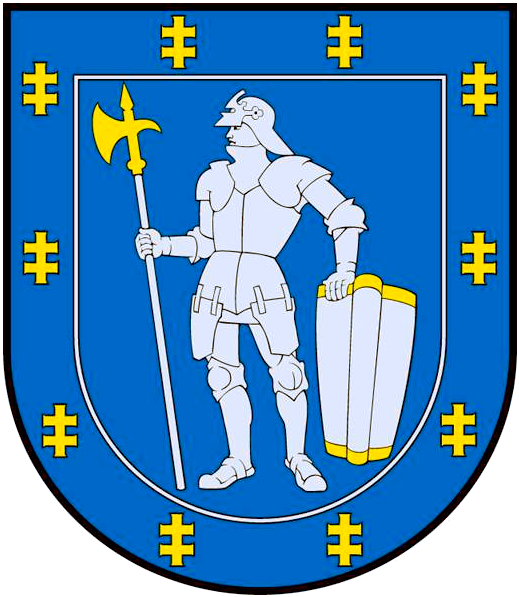
Herb okręgu olickiego

Herb okręgu olickiego przedstawia na tarczy o błękitnym skraju usianym dziesięcioma złotymi podwójnymi krzyżami jagiellońskimi w polu błękitnym pieszego rycerza w stalowej zbroi trzymającego tarczę i halabardę.
Herb przyjęty 15 września 2004 r.
Herb nawiązuje do herbu księstwa trockiego, znanego z pieczęci wielkiego księcia Witolda z 1401 r.
Autorem herbu jest Arvydas Každailis.